# ヴィルヘルム・ロッシャー
ヴィルヘルム・ゲオルク・フリードリヒ・ロッシャー (Wilhelm Georg Friedrich Roscher, 1817年10月21日 - 1894年6月4日) はドイツの経済学者。ハノーファーに生まれ、ゲッティンゲン大学に学ぶ。1844年には同大学教授に就任し、1848年以降はライプツィヒ大学教授を務めた。
経済学における旧歴史学派の始祖とみなされる。法学における歴史学派の代表者、フリードリヒ・カール・フォン・サヴィニーやカール・フリードリヒ・アイヒホルン等の影響を受けた。

## 主要著作
- 『国民経済学の体系』(1854年-1894年)
  1. 「国民経済の基礎」(1854年)
  2. 「農業および関連する基本的産業の国民経済学」(1859年)
  3. 「貿易と製造業の国民経済学」 (1881年)
  4. 「財政の体系」(1886年)
  5. 「貧困状態と貧困政策の体系」(1894年)
- 『ドイツ国民経済史』(1874年)